# Hans Bimler
Hans Bimler (* 27. Januar 1860 in Godullahütte; † 2. Oktober 1929 in Breslau) war ein deutscher Zeichenlehrer, Künstler und Antiquitätensammler.

## Leben
Bimler besuchte das Königliche Gymnasium Beuthen in Oberschlesien. Trotz seiner künstlerischen Begabung brach er seine Schulausbildung wegen des Todes seines Vaters ab. Als Künstler war er eigentlich Autodidakt. Deshalb arbeitete er als Lehrer an Volksschulen im Raum Oppeln, in Groß Döbern, Czarnowanz, Chrosczütz und folgend ab 1883 langjährig in Alt-Schalkowitz.
Nach dem Besuch der Königlichen Kunst- und Gewerbeakademie Breslau und dem Bestehen der Zeichenlehrerprüfung im Jahre 1887 war Bimler als Zeichenlehrer an der Städtischen Katholischen Oberrealschule in Beuthen tätig, wo er von 1899 bis 1920 Handzeichnen unterrichtete.
Neben seiner Lehr- und Künstlertätigkeit engagierte sich Bimler als Kunstsammler und Forscher. Mit Unterstützung seines Sohnes Kurt Bimler (1883–1951) leitete er von 1910 bis 1919 das Oberschlesische Landesmuseum in Beuthen. Bekannt wurde Bimler durch die Gestaltung von Ehrenurkunden sowie Blumen- und Landschaftsskizzen. Im Jahre 1920 präsentierte er auf der großen oberschlesischen Ausstellung in Breslau seine Ölgemälde „Burgruine in Chudow bei Mondbeleutung“ und „Winterlandschaft“. Als einmalig gelten seine landschaftlichen Zeichnungen Oberschlesiens aus den Gebieten Beuthen, Oppeln, Pless, den Beskiden und dem Wallfahrtsort Wartha.
Das Oberschlesische Landesmuseum in Ratingen stellte im Jahre 1989 eine große Sammlung seiner Werke aus. Es besitzt eine umfangreiche Sammlung an Skizzen und Studien, darunter fast 100 Bleistift- und Federzeichnungen.

## Ausstellungen
- „Hans Bimler (Godullahütte 1860 – Breslau 1929). Skizzen und Studien“, Oberschlesisches Landesmuseum, Ratingen (1989)